# Opština Centar (Skopje)
Centar (makedonsky: Центар) je jednou z deseti opštin, které tvoří hlavní město Skopje v Severní Makedonii. Centar je také sídlem parlamentu.

## Geografie
Na hranicích opštiny Centar s opštinou Čair protéká řeka Vardar. Nad opštinou se tyčí hora Vodno. Rozprostírá se v centru města a její rozloha je 7,52 km2.
Na západě sousedí s opštinou Karpoš, na severovýchodě s opštinou Čair, na jihovýchodě s opštinou Aerodrom a na jihu s opštinou Kisela Voda.

## Demografie
Podle sčítání lidu z roku 2002 žije v opštině 82 604 obyvatel. Etnickými skupinami jsou:
- Makedonci – 38 778 (85,4 %)
- Srbové – 2 037 (4,5 %)
- Albánci – 1 465 (3,2 %)
- Romové – 974 (2,2 %)
- ostatní